# Alexis Jenni
Alexis Jenni (* 24. dubna 1963, Lyon) je francouzský spisovatel. Jeho literární debut, román Francouzské umění války, získal v roce 2011 Goncourtovu cenu, nejprestižnější francouzské literární ocenění. Byl též nominován na Prix Médicis a Prix Femina. Český literární časopis A2 tuto knihu zařadil mezi nejlepší světové prózy po roce 2000. Román se zabývá koloniální historií Francie v Indočíně a Alžírsku. Česky ho roku 2013 vydalo nakladatelství Argo. Po svém úspěchu vydal další romány, které napsal již v minulosti, ale nepodařilo se mu je udat u žádného nakladatele. Vydává i knihy esejů, biografie a literaturu faktu. Vystudoval biologii a učí ji na střední škole Lycée Saint-Marc v rodném Lyonu. Tomuto povolání zůstal věrný i po svém literárním úspěchu a píše prý jen o víkendech.

### Romány
- L'Art français de la guerre (2011)
- La Nuit de Walenhammes (2015)
- La Conquête des îles de la Terre Ferme (2017)
- Féroces Infirmes (2019)
- La beauté dure toujours (2021)

### Eseje
- Le Monde au XXIIe siècle, utopie pour après demain (2013)
- Son visage et le tien (2014)
- Dans l'attente de toi (2016)
- Femmes d'ici, cuisines d'ailleurs (2017)
- Vertus de l'imperfection (2018)
- Prendre la parole (2019)
- Parmi les arbres : essai de vie commune (2021)
- Cette planète n'est pas très sûre: histoire des six grandes extinctions (2022)